# Richtervorbehalt
Der Richtervorbehalt ist eine gesetzliche Zuständigkeitsvorschrift, wonach nur ein Richter für bestimmte staatliche Maßnahmen und Entscheidungen zuständig ist. Diese Zuständigkeitsnormen finden sich im Verfassungsrecht (in Deutschland: Art. 13, Art. 104 Grundgesetz), sowie insbesondere im Strafverfahrensrecht (in Deutschland: diverse Normen der Strafprozessordnung) und im Polizeirecht des Bundes und der Länder, aber auch in anderen Rechtsgebieten (z. B. freiwillige Gerichtsbarkeit, Betreuungsrecht, Ausländerrecht). Danach sind vor allem schwerwiegende oder missbrauchsanfällige Eingriffe in Rechtsgüter eines Individuums von einer richterlichen Anordnung oder Genehmigung abhängig. Dies betrifft etwa Wohnungsdurchsuchungen, Freiheitsentziehungen, körperliche Eingriffe, Telefonüberwachungen, den sog. großen Lauschangriff oder teilweise auch DNA-Analysen.
Der Richtervorbehalt durchbricht dabei die Zuständigkeit der vollziehenden Gewalt für den ersten Zugriff mit der Folge, dass die Verwaltung (Polizei, Staatsanwaltschaft und andere Behörden) erst nach einer richterlichen Gestattung handeln darf. Dahinter steht die Überlegung, dass in diesen Fällen durch die meist unangekündigten Eingriffe regelmäßig vollendete Tatsachen geschaffen würden, so dass ein nachträglicher richterlicher Rechtsschutz zu spät käme und die Rechtsweggarantie leerliefe. Bestimmte Regelungen der Eilzuständigkeit gewährleisten wiederum, dass in Ausnahmefällen – insbesondere bei Gefahr im Verzug – den Behörden zumindest ein vorläufiger Eingriff erlaubt ist (sog. Gefahrdelegationen).
Die Regelungen der Richtervorbehalte und ihrer Ausnahmen sind selbst innerhalb der jeweiligen Rechtsgebiete im Einzelfall sehr unterschiedlich ausgestaltet. In vielen Fällen ist der Richter beim Amtsgericht – insbesondere der sog. Ermittlungsrichter – für die Entscheidung zuständig.
Die Praxis der richterlichen Tätigkeit aufgrund von Richtervorbehalten wird vor allem im Strafverfahrensrecht vielfach kritisch gesehen. So belegen rechtstatsächliche Untersuchungen zu Telefonüberwachungen, dass in etlichen Fällen die Entscheidungen nicht sehr gründlich abgefasst werden. Dies hat zu dem Verdacht geführt, dass Richter die schwerwiegenden Eingriffe in Grundrechte nach einer eher oberflächlichen Prüfung anordnen oder genehmigen – obwohl dies nach dem Sinn des Richtervorbehaltes gerade nicht der Fall sein sollte.
Im Schweizer Strafprozessrecht gibt es keinen allgemeinen Richtervorbehalt. Nur etwa die Untersuchungs- und Sicherheitshaft (Art. 237 Abs. 3 StPO), die Fernmeldeüberwachung (Art. 272 StPO) oder die Überwachung mit technischen Mitteln (Art. 280) müssen von einem Gericht, in der Regel dem Zwangsmaßnahmengericht, angeordnet werden. Die restlichen Maßnahmen werden von der Staatsanwaltschaft verfügt. Ohne richterliche Genehmigung sind die Erkenntnisse absolut unverwertbar (Art. 276 Abs. 2 StPO). 